# Франкон (епископ)
Франкон от Лиеж (на френски: Francon, на немски: Franco; † 13 януари 903) е от 856 до 903 г. епископ на Лиеж. Той разширява светската собственост на епископството и има успех в защитата от викингите, играе важна роля в политиката на разцепената Франкска империя.

## Живот
Той е роднина на крал Арнулф Каринтийски. Влиза в манастир и става монах и учител в абатство Лобес в Хенегау.
От 856 г. Франкон е епископ на Тонгерен и Лиеж. През януари 860 г. той присъства на събора на лотарингските епископи, свикан от Лотар II и през февруари на събора и имперското събрание в Аахен.
Фрнкон дава съгласието си за раздялата на Лотар II от съпругата му Теутберга и така попада в немилост при папа Николай I. След смъртта на Лотар той чества с другите епископи през 869 г. новия крал Лудвиг Немски.
През 876 г. крал Карл Плешиви дава съпругата на Франко да я пази. През 880 г. император Карл II Плешиви го изпраща заедно с херцог Регинхар I от Долна Лотарингия в Северна Лотарингия да се бие с норманите с Готфрид.
От Карл Дебели той получава през 884 г. дарения около Мец.